# Wang Chuanfu
Wang Chuanfu (Wuwei, China, 8 de abril de 1966) es un químico chino, empresario, fundador, presidente y director ejecutivo de BYD Auto.

## Biografía
Wang nació en el condado de Wuwei, provincia de Anhui, en una familia de agricultores pobres. Mientras estaba en la escuela secundaria, su hermano y su hermana mayores lo cuidaban porque sus padres habían muerto.
Después de la secundaria, estudió química física metalúrgica en la entonces Universidad Industrial Central Sur (hoy Universidad Central Sur) y se graduó en 1987. Luego obtuvo una maestría en 1990 en la Universidad de Metales No Ferrosos de Beijing. Instituto General de Investigaciones (ahora Grupo GRINM).

## Carrera
Pasó varios años como investigador patrocinado por el gobierno, pero en 1995 ingresó al sector privado y fundó su propia empresa, BYD Company, en las afueras de Shenzhen. Fundada con su primo Lu Xiangyang cuando tenía 29 años, BYD Company es actualmente el mayor fabricante de baterías para teléfonos móviles del mundo. A principios de 2009, supuestamente valía 3.400 millones de dólares, lo que le situaba en el puesto 408 de la lista mundial de ricos de 2014 del Informe Hurun. A finales de 2009, su patrimonio neto creció hasta los 5.100 millones de dólares y fue coronado como el hombre más rico de China en el Informe Hurun. Esto se debió en gran medida a que el valor de su empresa se quintuplicó después de que Berkshire Hathaway comprara 225 millones de nuevas acciones de BYD en 2008.
En noviembre de 2021, Forbes informó que la riqueza de Wang había aumentado a 23.500 millones de dólares, lo que lo convertía en la decimocuarta persona más rica de China; esto se debió a que el precio de las acciones de BYD se duplicó con respecto al año anterior.
Wang es miembro del Partido Comunista de China y se ha desempeñado como delegado en el Congreso Nacional del Pueblo.

## Vida personal
Wang está casado y vive en Shenzhen.